# Hieracium attenboroughianum
Hieracium attenboroughianum es una especie de planta con flor del género Hieracium, de la familia Asteraceae, orden Asterales.

## Distribución
Hieracium attenboroughianum se distribuye por Gales.

## Taxonomía
Fue descrita científicamente por T. C. G. Rich. Fue publicada en New J. Bot. 4: 172 (2014).